# Vellèches
Vellèches é uma comuna francesa na região administrativa da Nova Aquitânia, no departamento de Vienne. Estende-se por uma área de 19,64 km². Em 2010 a comuna tinha 367 habitantes (densidade: 18,7 hab./km²).